# Bruchstedt
Bruchstedt – miejscowość i gmina w Niemczech, w kraju związkowym Turyngia, w powiecie Unstrut-Hainich, wchodzi w skład wspólnoty administracyjnej Bad Tennstedt.